# Androctonus tenuissimus
Espèce
Androctonus tenuissimus est une espèce de scorpions de la famille des Buthidae.

## Distribution
Cette espèce est endémique du gouvernorat de Marsa-Matruh en Égypte. Elle se rencontre à Marsa Matruh et Ad Dabah

## Description
Le mâle holotype mesure 71,6 mm, les mâles mesurent de 65,3 à 71,6 mm et les femelles de 62,7 à 86,5 mm.

## Publication originale
- Teruel, Kovařík & Turiel, 2013 : « A new species of Androctonus Ehrenberg, 1828 from northwestern Egypt (Scorpiones: Buthidae). » Euscorpius, no 177, p. 1-11 (texte intégral).